# عمارت فرمانداری (یاروسلاول)

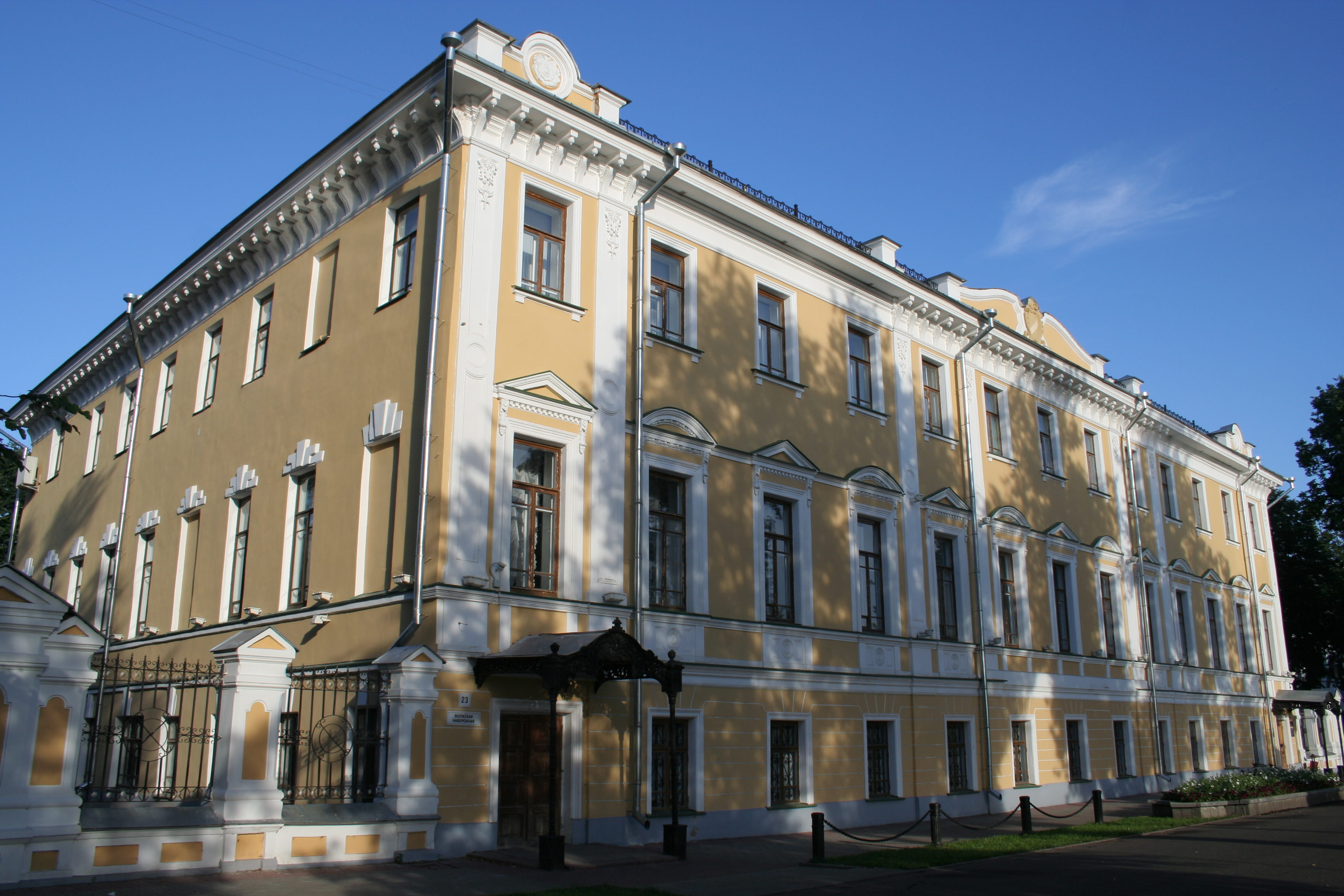

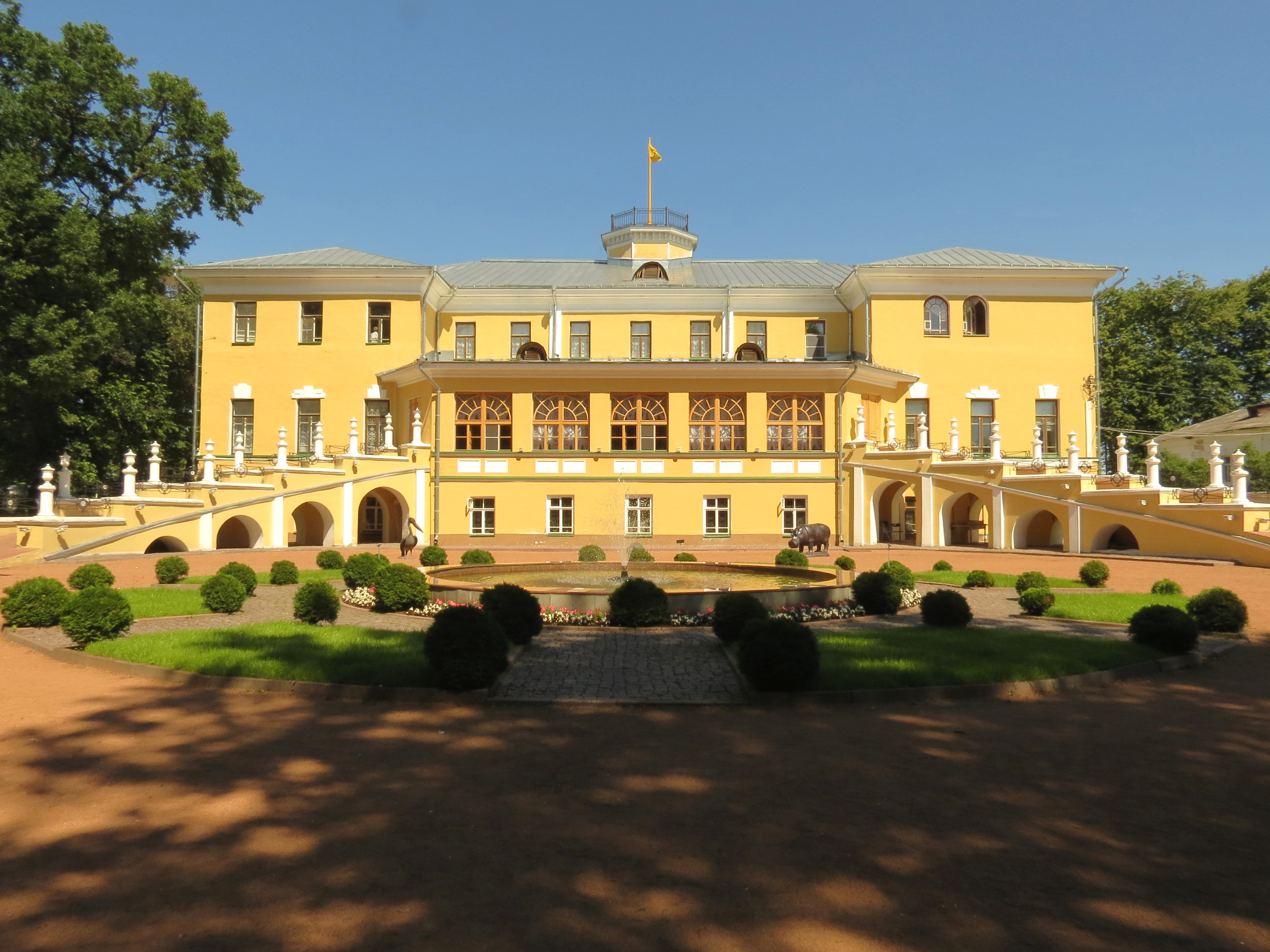

عمارت فرمانداری (به روسی: Губернаторский дом) اقامتگاه گوبرناتورهای یاروسلاول، که در دهه ۱۸۲۰ به دستور گوبرناتور یاروسلاول ساخته شد و به طراحی معمار گوبرناتوری یاروسلاول پ.ی. پانی‌کوف صورت گرفت. در حال حاضر این ساختمان محل موزه هنری یاروسلاول است.

## تاریخ
گوبِرناتورسکی دوم به دستور الکساندر اول به عنوان قصر توقف سلطنتی ساخته شد. ساخت این ساختمان در مدت یک سال به‌وسیله خزانه‌داری دولت و تحت نظارت گوبرناتور یاروسلاول انجام شد. از زمان ساخت، این ساختمان به عنوان اقامتگاه رسمی گوبرناتورهای یاروسلاول مورد استفاده قرار گرفت. تمام حاکمان روسیه از الکساندر اول تا نیکلای دوم از گوبِرناتورسکی دوم دیدن کردند.
در گوبِرناتورسکی دوم ۱۷ گوبرناتور زندگی کرده و کار کرده‌اند، از جمله الکساندر میخایلوویچ بیزوبرآزوو تا نیکولای لئونیدوویچ اوبوالنسکی.
از سال ۱۹۷۰، گوبِرناتورسکی دوم تبدیل به موزه هنری یاروسلاول شد که در سال ۱۹۹۶ به عنوان بهترین موزه استانی روسیه شناخته شد.

## معماری
در ابتدا اقامتگاه گوبرناتور شامل یک ساختمان سه‌طبقه مرکزی، دو خانه دو طبقه جانبی، ساختمان‌های خدماتی و یک باغ بود که به میدان ایلیانسکا می‌رسید. نمای خانه اصلی که رو به رود ولگا است، در سبک رسمی طراحی شده است، در حالی که نمایی که به پارک باز می‌شود، با رمپ‌هایی طراحی شده است و حالت غیررسمی‌تری دارد.
یکی از بخش‌های مهم گوبِرناتورسکی دوم، پارک گوبرناتور است که یکی از قدیمی‌ترین پارک‌ها در یاروسلاول است. این پارک همزمان با شروع ساخت ساختمان در دهه ۱۸۲۰ ایجاد شد. از پنجره‌های ایوان خانه، چشم‌اندازی از قسمت پارک قابل مشاهده است. طراحی هندسی منظم و خیابان‌های مستقیم، ویژگی‌های پارک‌های کلاسیک (فرانسوی) هستند. درختان و مسیرهای پیچ‌درپیچ درون پارک نیز مشخصه‌های پارک‌های منظره‌ای (انگلیسی) هستند.
پس از انقلاب ۱۹۱۷، پارک به وضعیت تخریب درآمد. در دهه ۱۹۳۰، از آن به عنوان محل ذخیره هیزم و نگهداری سگ‌ها استفاده می‌شد. پس از جنگ جهانی دوم، در دهه ۱۹۵۰، در پارک دستگاه‌های تفریحی و زمین‌های بازی برای کودکان قرار گرفت، اما در این فرایند، طراحی منظر اصلی پارک به شدت تغییر کرد.
در سال ۱۸۶۰، ساختمان اصلی مورد بازسازی قرار گرفت و نمای آن به سبک کلاسیک دیرین تزئین شد. در سال ۱۸۶۶، در محل فلیگلی شمالی حصار جدیدی نصب شد و فلیگلی جنوبی بعدها به سبک کلاسیک آخرین بازسازی شد.
در سال‌های ۲۰۰۹–۲۰۱۰، موزه گوبِرناتورسکی دوم مورد بازسازی قرار گرفت و در این فرایند، یک قوس در کنار ورودی اصلی پیدا شد که به تونل زیرزمینی قدیمی که از گوبِرناتورسکی دوم به گِروت در ساحل پایین رود ولگا منتهی می‌شد، اشاره دارد.